# Психодинамична психотерапия
Психодинамичната психотерапия е форма на дълбинна психология, основния фокус, на която е да разкрие несъзнателното съдържание на психиката на клиента, за да облечки психичното напрежение. По този начин е подобна на психоанализата, но все пак психодинамичната терапия се опитва да бъде по-краткотрайна и по-малко интензивна, отколкото психоанализата. Също така разчита и на междуличностните взаимоотношения между клиент и терапевт повече от всяка друга форма на дълбинна психология. Относно подхода, тази форма на терапия е също и по-еклектична, отколкото другите, по-скоро взимащи техники от редица източници, отколкото да разчитат на една-единствена система за интервенция. Това е акцента, който е бил използван в индивидуалната психотерапия, групова психотерапия, фамилна терапия и за разбиране и работа в институционален и организационен контекст.

## История
Принципите на психодинамиката за първи път са представени през 1874 в публикация на име „Лекции по физиология“ на немския учен Ернст Вилхелм фон Брюке. Брюке взима условно от термодинамиката, смятайки че всички живи организми са енергийни системи, управлявани от принцип за запазване на енергията. Същата година Брюке е бил супервайзер на Зигмунд Фройд във Виенският университет. Зигмунд Фройд по-късна адаптира този нов конструкт на „динамичната“ физиология в помощ на своята собствена концепция за човешката психика. По-късно и концепцията, и приложението на психодинамиката са развити от Карл Юнг, Алфред Адлер, Ото Ранк и Мелани Клайн.